# Nousse
Nousse é uma comuna francesa na região administrativa da Nova Aquitânia, no departamento Landes. Estende-se por uma área de 3,84 km². Em 2010 a comuna tinha 255 habitantes (densidade: 66,4 hab./km²).